# Георгій Кірпа (електропоїзд)
«Георгій Кірпа» — іменний швидкісний міжміський електропоїзд категорії регіональний експрес № 829/830 сполученням «Львів — Ужгород».

## Загальна інформація
Потяг курсує щоденно.
Експлуатант — Укрзалізниця. Власник — Регіональна філія «Львівська залізниця».

## Історія
Потяг запущений 20 липня 2006 року із приводу 60 років від дня народження покійного міністра транспорту Георгія Кірпи, іменем якого і названий.
Спеціально для реалізації проекту «Укрзалізниця» замовила електропоїзд постійного струму ЕПЛ2Т, який було збудовано на заводі холдингової компанії «Луганськтепловоз». Його порядковий номер — 012. Вартість електропоїзда склала 22 млн. грн, термін експлуатації — 28 років.
З 18 березня 2020 по 16 квітня 2021 року потяг було скасовано через пандемію COVID-19.

## Інформація про курсування
Потяг № 829 «Львів — Ужгород» курсує щоденно.

Відправлення зі станції «Львів» о 16:44, прибуття до станції «Ужгород» о 22:23 (час у дорозі — 5 год 39 хв)
Потяг № 830 «Ужгород — Львів» курсує щоденно.
 
Відправлення зі станції «Ужгород» о 05:13, прибуття до станції «Львів» о 10:56 (час у дорозі — 5 год 43 хв)
Потяг проходить через Бескидський тунель.